# Nahuel Molina
Nahuel Molina Lucero (Embalse, 6 april 1998) is een Argentijns voetballer die doorgaans als rechtsback speelt voor Atletico Madrid. Molina maakte in 2021 zijn debuut in het Argentijns voetbalelftal waarmee hij in 2022 wereldkampioen werd.

## Clubcarrière

### Boca Juniors
Molina speelde acht wedstrijden in het eerste elftal van Boca Juniors. Die club verhuurde hem anderhalf jaar aan zowel Defensa y Justicia als Rosario Central. Hij speelde 66 wedstrijden in Argentinië voordat hij de interesse genoot vanuit Europa.

### Udinese
Op 15 september 2020 trok Molina transfervrij naar Udinese, waar hij een vijfjarig contract tekende. Daar was hij meteen basisspeler en speelde hij het merendeel van de wedstrijden. In zijn tweede seizoen in Italië scoorde hij als rechtsback liefst acht doelpunten. Udinese speelde met vijf verdedigers, waardoor Molina als opkomende rechtsback vaak voor de goal verscheen. In twee jaar kwam hij tot 68 wedstrijden en tien goals.

### Atlético Madrid
Op 28 juli werd bekend dat Atlético Madrid, gecoacht door landgenoot Diego Simeone, tien miljoen euro overhad voor Molina, waar door bonussen nog maximaal vijf miljoen bij kon komen. Op 15 augustus maakte hij zijn debuut en speelde hij negentig minuten tegen Getafe in een 3-0 overwinning. In zijn tweede wedstrijd, tegen Villarreal pakte hij in de blessuretijd een directe rode kaart, waardoor hij twee wedstrijden moest toekijken. 

## Clubstatistieken
| Seizoen         | Club                 | Competitie       | Competitie | Competitie | Beker | Beker | Internationaal | Internationaal | Totaal | Totaal |
| Seizoen         | Club                 | Competitie       | Wed.       | Dlp.       | Wed.  | Dlp.  | Wed.           | Dlp.           | Wed.   | Dlp.   |
| --------------- | -------------------- | ---------------- | ---------- | ---------- | ----- | ----- | -------------- | -------------- | ------ | ------ |
| 2016/17         | Boca Juniors         | Primera División | 8          | 0          | 0     | 0     | 1              | 0              | 9      | 0      |
| 2017/18         | → Defensa y Justicia | Primera División | 14         | 1          | 2     | 0     | 7              | 0              | 23     | 1      |
| 2018/19         | → Defensa y Justicia | Primera División | 3          | 0          | 0     | 0     | 0              | 0              | 3      | 0      |
| 2018/19         | → Rosario Central    | Primera División | 6          | 0          | 3     | 0     | 6              | 0              | 15     | 0      |
| 2019/20         | → Rosario Central    | Primera División | 16         | 1          | 0     | 0     | 0              | 0              | 16     | 1      |
| 2020/21         | Udinese              | Serie A          | 29         | 2          | 2     | 0     | 0              | 0              | 31     | 2      |
| 2021/22         | Udinese              | Serie A          | 35         | 7          | 2     | 1     | 0              | 0              | 37     | 8      |
| 2022/23         | Atlético Madrid      | Primera División | 11         | 0          | 1     | 0     | 6              | 0              | 18     | 0      |
| Carrière totaal | Carrière totaal      | Carrière totaal  | 360        | 23         | 62    | 4     | 123            | 3              | 545    | 30     |

Bijgewerkt op 19 december 2022 

## Interlandcarrière
Op 3 juni 2021 debuteerde Molina voor Argentinië tegen Chili. Hij speelde vijf wedstrijden op de Copa América 2021.

## Erelijst
| Competitie                     | Winnaar    | Winnaar    | Runner-up  | Runner-up  | Derde      | Derde      |
| Competitie                     | Aantal     | Jaren      | Aantal     | Jaren      | Aantal     | Jaren      |
| Argentinië                     | Argentinië | Argentinië | Argentinië | Argentinië | Argentinië | Argentinië |
| ------------------------------ | ---------- | ---------- | ---------- | ---------- | ---------- | ---------- |
| FIFA-wereldkampioenschap       | 1x         | 2022       |            |            |            |            |
| CONMEBOL Copa América          | 1x         | 2021       |            |            |            |            |
| CONMEBOL–UEFA Cup of Champions | 1x         | 2022       |            |            |            |            |